# Agustín de Ruiloba
Manuel Agustín de Ruiloba y Calderón fue Gobernador del Paraguay en 1733. Era maestre del campo de Callao cuando fue nombrado gobernador del Paraguay. 
Entró en Asunción el 27 de julio de 1733, pero casi enseguida enfrentó una nueva sublevación y fue muerto en la batalla que llevó a los rebeldes en Guajaibity, el 15 de septiembre de 1733. El pueblo sublevado nombró gobernador al obispo de Buenos Aires, Fray Juan de Arregui.